# سوخوي سو-6
سوخوي سو-6 (بالإنجليزية: Sukhoi Su-6)‏ هي طائرة هجوم أرضي طورت خلال الحرب العالمية الثانية من تصميم سوخوي. كان أول طيران لها في 1 مارس 1941.